# Zuid-Azië in de middeleeuwen

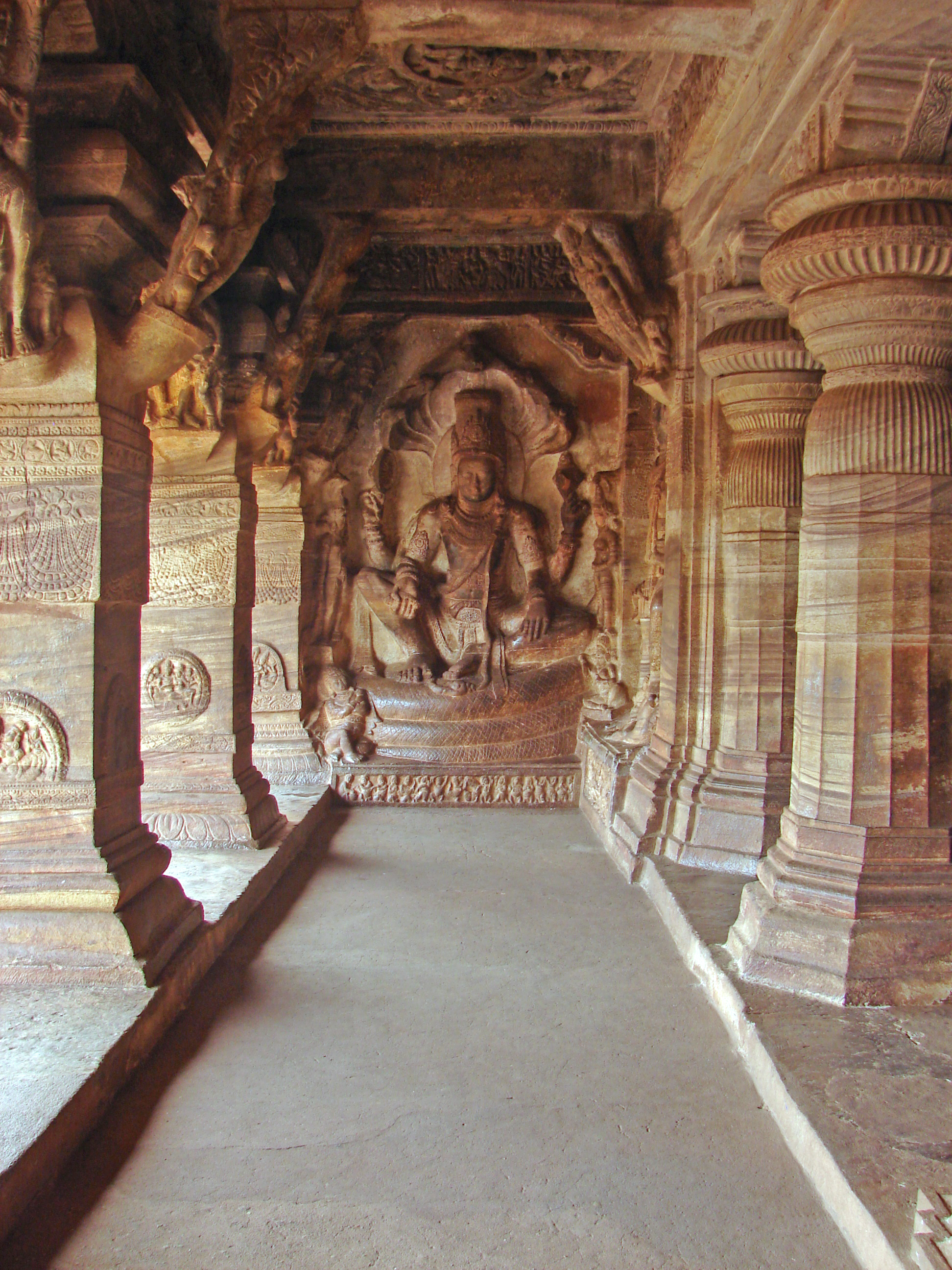
Beeld van de god Vishnu aan het einde van een zuilengalerij in de grotten van Badami, Karnataka. Einde 6e eeuw, ten tijde van het Chalukyarijk

Politieke kaart van India tussen 750 en 900: na het uiteen vallen van het rijk van Harsha werd de heerschappij over de streek rond de stad Kannauj (in de westelijke Gangesvlakte) bevochten door onder andere de Pala's uit het oosten, Pratihara's (Rajputs) uit het westen en Rashtrakuta's uit het zuiden

De middeleeuwen zijn in de periodisering van de geschiedenis van het zuiden van Azië (India) de periode tussen ongeveer 500 en 1200, analoog met de middeleeuwen uit de Europese geschiedenis die ongeveer tussen 500 en 1500 vallen. De periode beslaat daarmee het tijdsinterval tussen de val van het klassieke Guptarijk in de 6e eeuw en de komst van de islamitische sultanaten in de Indus-Gangesvlakte in de 12e eeuw. Hoewel dit interval in de Zuid-Aziatische geschiedenis door de meeste historici als een aparte periode wordt beschouwd, is de analogie met de Europese middeleeuwen omstreden.
Aansluitend wordt bij de periode tussen ongeveer 1200 en 1500 wel van de late middeleeuwen gesproken.

## Politieke gebeurtenissen
Nadat er door invallen van de Huna's uit het noorden in 550 een einde kwam aan het Guptarijk, was er nog eenmaal een heerser die erin slaagde het grootste deel van India min of meer in zijn macht te krijgen: Harsha, die van 606 tot 647 regeerde. Harsha's hoofdstad lag tussen de rivieren Ganges en Yamuna, in het noorden. Hoewel Harsha zichzelf chakravartin (keizer van de kosmos) liet noemen, slaagde hij er niet in de Chalukya's te onderwerpen, die het huidige Karnataka regeerden. Na Harsha's dood viel zijn rijk uiteen, om pas met de komst van de islamitische sultans in de 13e eeuw weer verenigd te worden. In de tussentijd werd het gebied bevochten tussen de boeddhistische Pala's, die Bengalen regeerden; de Pratihara's, een Rajputdynastie uit Rajasthan; en de Rashtrakuta's uit het zuiden, die de Chalukya's hadden opgevolgd in Karnataka.
Ten noorden van de Gangesvlakte lagen een aantal zelfstandige rijken, zoals dat van de Huna's, oorspronkelijk Hephthalitische nieuwkomers uit Centraal-Azië; of het rijk van de hindoeïstische Shahi's rondom Kabul (tegenwoordig Afghanistan). Een ander voorbeeld was de vanuit de Kasjmirvallei regerende Karkotadynastie, die in de 7e eeuw een groot deel van de Punjab, het westelijke deel van de Gangesvlakte en het huidige oosten van Afghanistan onderwierp.
In 711 viel de Arabische veroveraar Muhammad ibn al-Qasim, die in dienst stond van de Omajjaden, het zuidwesten van India binnen. De Arabieren bezetten de Sindh (het gebied rond de monding van de Indus). Ibn al-Qasim wist ook verder naar het noorden door te dringen en de stad Multan te veroveren, maar werd door Lalitaditya Muktapida, de koning van Kasjmir, tot staan gebracht. De nieuwe islamitische heersers maakten geen haast met het bekeren van de bevolking en leefden grotendeels in vrede met andere lokale heersers. In de 9e eeuw raakten ze onafhankelijk van de kalief in Bagdad.
Ook in het zuiden van het Indisch Subcontinent was op geen enkel moment sprake van echte politieke eenheid. Zowel de Chalukya's als hun opvolgers, de Rashtrakuta's, slaagden er niet in de Pallava's te onderwerpen, die vanaf de 4e eeuw een gebied in het uiterste zuidoosten van India bestuurden, ongeveer het huidige Tamil Nadu. Maar ook de macht van de Pallava's zelf over andere dynastieën in dit gebied, zoals de Chola's en Pandya's, was niet vanzelfsprekend. In de 9e eeuw namen de Chola's deze dominante positie over. Op het toppunt van zijn macht besloeg het Cholarijk de hele oostkust van India tot de monding van de Ganges. De Cholakoning Rajendra Chola I onderwierp Sri Lanka en het overzeese Srivijaya in Zuidoost-Azië.
Ten noordwesten van de Indus-Gangesvlakte ontstond vanaf de 10e eeuw een nieuwe bedreiging in de vorm van de Turks-islamitische Ghaznaviden en hun opvolgers, de Ghuriden. Aanvankelijk was hun interesse in India vooral gericht op plunderen. Vanaf de 11e eeuw bleven ze het veroverde gebied echter ook vasthouden. In hun kielzog verspreidde de islam zich verder over het noorden van India. In 1026 versloeg Mahmud van Ghazni de laatste hindoeïstische Shahikoning. Hij veroverde een rijk dat naast de Punjab een groot deel van het tegenwoordige Afghanistan en Iran omvatte, maar zijn opvolgers wisten dit niet te behouden. Wel hielden ze het grootste deel van de Punjab in hun macht, waar vanuit ze plundertochten tot diep in het oosten van de Gangesvlakte organiseerden.

## Bestuurskundige situatie
Er zijn overeenkomsten tussen de feodale Europese standenmaatschappij van de middeleeuwen en het Indiase systeem in dezelfde periode, maar de vergelijking gaat hooguit op in algemeenheden.
De geschiedenis van India kan gezien worden als een aaneenschakeling van rijken, alle met een eigen politieke en economische machtsbasis. Deze perceptie verhult echter het feit dat zulke rijken lokale machthebbers vaak onderwierpen maar geen veranderingen in het lokale bestuur aanbrachten. De lokale vorst erkende de hogere koning als zulks, maar was niet vergelijkbaar met een feodale leenman.
De middeleeuwen van India worden gekenmerkt door toenemend belang van regionale culturele identiteiten. In plaats van politiek, waren de grenzen tussen de verschillende rijken en rijkjes eerder cultureel van aard en daarom niet scherp afgebakend. Dit verklaart waarom geen van de grotere rijken lang stand kon houden en waarom er geen sprake was van duidelijke centralisatie.
Het Guptarijk bijvoorbeeld, dat ontstaan was in de 4e eeuw, heerste over het noorden en midden van India. De Gupta's onderwierpen onder andere de Pallava's en Kadamba's in het zuiden, de Huna's in het noorden en de Shaka's in het westen. Ten tijde van het Guptarijk bleven de lokale dynastieën echter als vazallen regeren, om na de ineenstorting van het rijk weer zelfstandig verder te gaan. Er zijn meer dan veertig zulke lokale dynastieën bekend uit de middeleeuwen, waarvan sommige tijdens een bepaalde periode hun invloed tijdelijk buiten hun oorspronkelijke machtsbasis uitbreidden.

## Sociaal-economische ontwikkelingen
De achtergrond van de opkomst van duidelijkere regionale culturele identiteiten lag deels in een belangrijke sociaal-economische verandering van de maatschappij. De periode tussen 500-1200 zag de verspreiding van sterker geordende (hiërarchische) agrarische gemeenschappen, die intensievere vormen van landbouw beoefenden.
Net als in Europa verschoof het zwaartepunt van de maatschappij van de stedelijke centra met hun elite van handelaren naar de agrarische gemeenschappen van het platteland. In India zijn er echter, in tegenstelling tot in Europa, geen duidelijke aanwijzingen voor een structurele leegloop van de steden of een afname van de handel. De productie van luxegoederen en de urbanisatie van de Indische maatschappij bereikten tijdens de middeleeuwen juist nieuwe hoogtepunten.
In de nieuwe, beter geordende agrarische gemeenschappen was de maatschappelijke organisatie groter, waardoor het kastensysteem sterker tot uiting kwam. Niet alleen omdat de religieuze rol van de brahmanen en de beschermende rol van de kshattriya's in zulke gemeenschappen belangrijk was. De opkomst van zulke meer georganiseerde gemeenschappen ging ook ten koste van de vaak semi-nomadische, tribale gemeenschappen die in het oerwoud of aan de periferie van de beschaving leefden van de jacht of extensieve landbouw. Leden van zulke gemeenschappen verloren geleidelijk hun leefgebied en stelden zich in toenemende mate in loondienst van landbouwers. Deze beschouwden hen als kastelozen, waardoor ze onderaan de sociaal-maatschappelijke ladder kwamen te staan en niet deel konden nemen aan religieuze riten of andere aspecten van het sociale leven.
Een andere ontwikkeling, met name in Rajasthan, die hier mogelijk verband mee hield was de opkomst van een nieuwe krijgerskaste: de Rajputs. De oudste inscripties die over Rajputs handelen dateren uit de 7e eeuw. Rajputs waren in die tijd krijgers die lokale gemeenschappen behoedden voor diefstal, plundering of andere rampen. De afkomst van deze Rajputs is onduidelijk. Sommige historici denken dat ze afstammen van de oorspronkelijke kshattriyakaste uit de Vedische periode, maar andere hypotheses zijn dat het afstammelingen van nieuwkomers uit Centraal-Azië waren, of kastelozen die de wapens opgepakt hadden en zodoende de maatschappelijke uitsluiting van het kastensysteem overkwamen. Oorspronkelijk stelden de Rajputs zich in dienst van lokale heersers of koningen, maar geleidelijk verwierven ze ook zelf politieke macht. In de 9e eeuw ontstonden de eerste Rajputstaatjes in het huidige Rajasthan.

## Kunst en religie

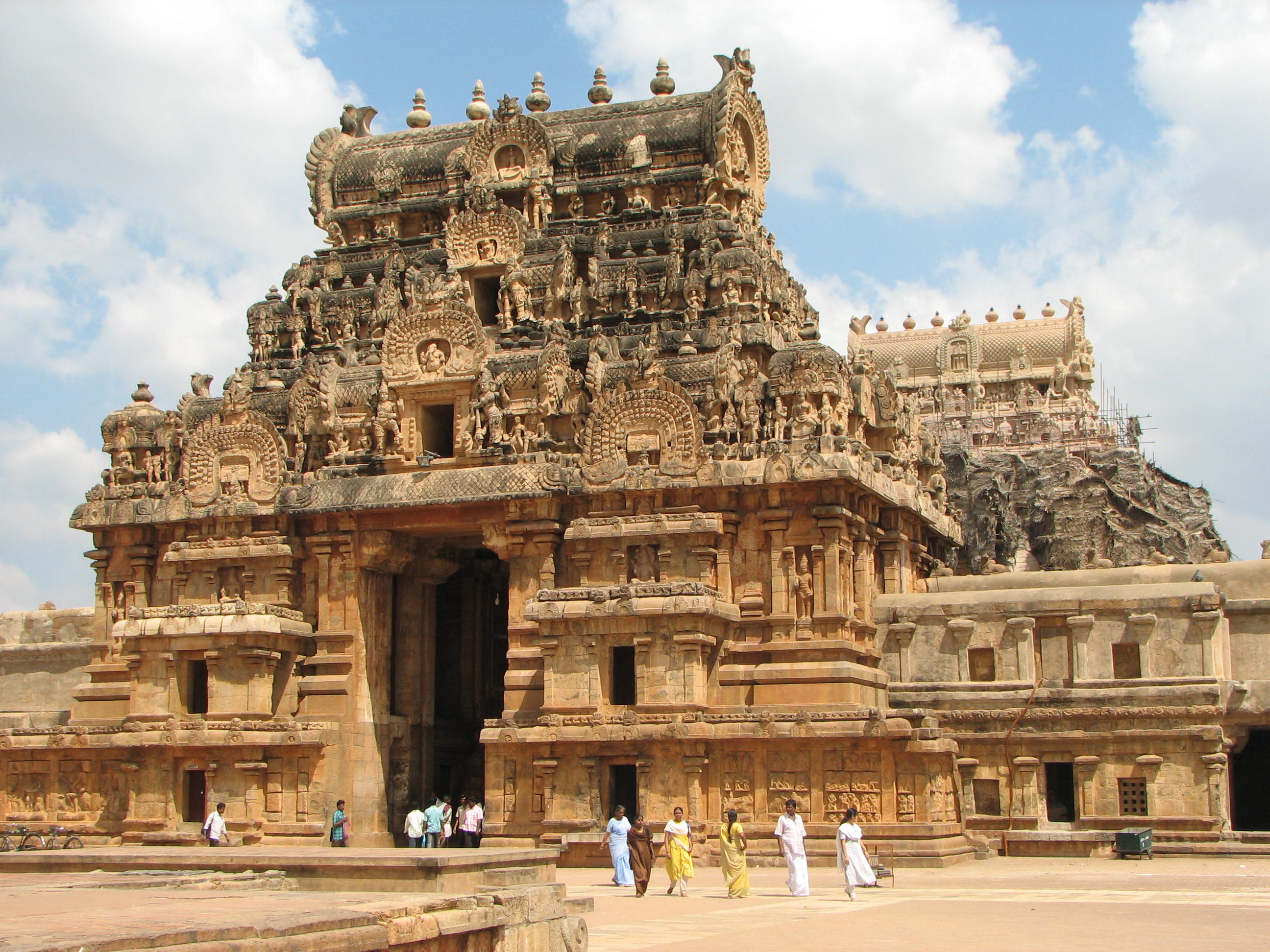
Het Brihadisvaratempelcomplex in Tanjavur is een van de grootste shaivistische heiligdommen ter wereld en werd in de 11e eeuw gebouwd door de Chola's

De opbloei van regionale culturele identiteiten werd ook bevorderd door de bloei van literatuur en wetenschap. De meeste filosofisch-religieuze teksten waren, in tegenstelling tot de klassieke periode, hindoeïstisch van aard, hoewel op sommige plekken het boeddhisme en jaïnisme dominant bleven, zoals onder de Paladynastie in Bengalen.
De opkomst van het moderne hindoeïsme, die na het uiteenvallen van het Mauryarijk begon, zette in de middeleeuwen door. Over het algemeen bleek de nieuwe, brahmanistische vorm van het hindoeïsme, die in de laatste eeuwen v.Chr. was ontstaan, aantrekkelijker voor de agrarisch-hiërarchische maatschappij van de Indiase middeleeuwen. Hoewel sprake was van een geleidelijk proces, is in enkele gevallen sprake geweest van een aantoonbare conflicten tussen de verschillende religies. Een belangrijke nieuwe cultus binnen het hindoeïsme was shaivisme, de verering van de god Shiva, die in de Veda's een zeer bescheiden rol inneemt, maar de populairste god van hedendaags India is. De verering van Krishna en Vishnu maakte een vergelijkbare opbloei mee.
Een belangrijk hindoeïstisch denker uit de 8e eeuw was Shankara, een shaivist die een terugkeer naar de sacrale teksten van de Veda's en upanishads bepleitte. Shankara nam echter enkele succesvolle concepten van de boeddhisten en jaïns over, zoals het stichten van kloosterordes en andere centra van kennis. Daarnaast maakten Shankara en andere hindoeïstische denkers gebruik van eenvoudige liedjes in de lokale volkstaal om hun devotie te bezingen (zogenaamde Bhakti). Hierdoor ontwikkelde het hindoeïsme zich tot een makkelijk begrijpbare volksreligie. Dat de hymnes voortaan niet in het Sanskriet waren, stimuleerde het ontstaan van lokale literaire tradities. De eerste taal waarin een eigen verzameling van religieuze liederen geschreven werd was het Tamil, vanaf de 6e eeuw. Vanaf de 10e eeuw volgden het Hindi, Bengali en Marathi. De schrijvers van deze verzamelingen religieuze liedteksten worden tegenwoordig als heiligen gezien.
De regionale identiteit werd door het volk vooral ontleend aan de lokale tempel en de lokale heerser. Op hun beurt stelden veel heersers zich op als patronen van kunst, religie en wetenschap. De Pandya's bijvoorbeeld bouwden in Madurai de Minakshitempel ter verering van Shiva; de Chola's bouwden in Tanjavur de Brihadisvaratempel. Beide dynastieën hadden hun eigen, karakteristieke bouwstijl. Rondom de tempels groeide een stad, die handelaren en pelgrims aantrok. Uiteindelijk vormden deze handelaren groepen, vergelijkbaar met de Europese gilden, die zelf ook als patroon voor tempels en priesters gingen fungeren.

## Invloed op andere werelddelen
De Indiase handelaren deden zaken met collega's uit het onder de Tang-dynastie en later Song-dynastie staande China, uit Tibet, met de Sassanidische Perzen en met de (na de 6e eeuw islamitische) Arabieren. Via de Arabieren bereikten Indiase goederen het Middellandse Zeegebied. De koninkrijken van het zuiden van India handelden bovendien met Zuidoost-Azië.
Belangrijke luxegoederen uit India waren specerijen (vooral zwarte peper), wierook, textiel en sandelhout. In het Midden-Oosten werd dit met name verhandeld voor metaalwerk en paarden. Uit Zuidoost-Azië kwamen andere specerijen en oorspronkelijk uit China afkomstige zijde en porselein.
Samen met de handel kwam ook een culturele uitwisseling met Zuidoost-Azië tot stand. Zo arriveerden het hindoeïsme en boeddhisme (en, nog later, de islam) vanuit India in Zuidoost-Azië. Dit gebeurde niet alleen op initiatief uit India, maar vaak ook vanwege de vraag naar Indiase kennis in Zuidoost-Azië. De Indiase cultuur en religie raakte zodoende over Zuidoost-Azië verspreid. De inwoners van het gebied leerden Sanskriet en kregen zo toegang tot Indiase teksten over maatschappij- en staatsinrichting, en begonnen hun eigen gemeenschappen naar Indiaas voorbeeld in te richten. Desondanks ontwikkelden zich ook verschillen: terwijl de Indiase heersers zichzelf voor trouwe aanbidders van de goden lieten doorgaan, beschouwden bijvoorbeeld de koningen van de Khmer (in het huidige Cambodja) zichzelf als goden, die door hun onderdanen aanbeden dienden te worden.